# Rattus praetor
Rattus praetor (також відомий в англомовній літературі як Large New Guinea spiny rat) — один з видів гризунів роду пацюків (Rattus).

## Поширення
Цей широко поширений вид живе на острові Нова Гвінея (Індонезія та Папуа Нова Гвінея) від рівня моря до 2000 м над рівнем моря. Знайдений також на архіпелазі Бісмарка, Соломонових островах та островах Адміралтейства. Це наземний вид. Він будує складні системи тунелів і нір. Часто піднімається на скелі та зруйновані стовбури, де може проживати при високій щільності.

## Опис
Rattus praetor має тіло с головою завдовжки 157—245 мм, хвіст — 144—181 мм, стопа — 34,1 — 39 мм, довжина вух — 18,6 — 20 мм. Вага гризунів досягає 240 грамів. Хутро шорстке і тернисте. Забарвлення змінюється залежно від висоти, переходячи від коричневого до яскраво-темно-коричневого, кінчики колючих волосків червонуваті, надаючи сірого вигляду хутру, а вентральні частини сірі або з жовтизною слонової кістки. Вуха бурі. Вібріси завдовжки 60 мм. Задня частина ніг вкрита невеликими світлими волосками. Хвіст коротший, ніж голова і тіло, він рівномірно коричневий, трохи покритий темними волосками і приблизно 8 кільцями лусочок на сантиметр. У самиць є пара грудних сосків, постіксаксілярна пара їх і дві пахові пари.

## Розмноження
Розмножуються протягом усього року, самиці народжують від двох до семи дитинчат.

## Загрози та охорона
Немає серйозних загроз для цього виду. Ймовірно присутній у деяких охоронних територіях.